# Naloxona
A naloxona é uma droga antagonista dos receptores opioides, criada pela famacêutica Sankyo nos anos 60. É comercializado sob várias marcas como Narcan, Nalone e Narcanti.

## Administração
A naloxona é mais comumente administrada por injeção intravenosa para ação mais rápida, o que geralmente faz com que a droga tenha ação dentro de um minuto e duração de até 45 minutos. Por conseguinte, pode ser administrada através de injeção intramuscular ou injecção subcutânea. Finalmente, um dispositivo em cunha (atomizador nasal) ligado a uma seringa pode ser utilizado para criar um vapor que transfere o medicamento para a mucosa nasal, embora esta solução seja mais comum fora de instalações clínicas.
A naloxona é usada por via oral, junto da liberação de oxicontina e ajuda a reduzir a obstipação associada a opioides. A administração enteral de Naloxona bloqueia o opióide no nível recetor intestinal, mas tem baixa biodisponibilidade sistêmica devido à marcada primeira passagem pelo metabolismo hepático.